# Carlos Enrique Díaz Sáenz Valiente
Carlos Enrique Díaz Sáenz Valiente (Mar del Plata, 25 gennaio 1917 – Atos Pampa, 14 febbraio 1956) è stato un tiratore a segno e pilota automobilistico argentino.

## Palmarès

### Olimpiadi
- 1 medaglia:
  - 1 argento (Londra 1948 nella pistola 25 metri)